# Dalton, New Hampshire
Dalton är en kommun (town) i Coos County i delstaten New Hampshire, USA med cirka 927 invånare (2000).